# Libnotes (Goniodineura) hopkinsi
Libnotes (Goniodineura) hopkinsi is een tweevleugelige uit de familie steltmuggen (Limoniidae). De soort komt voor in het Australaziatisch gebied.